# Victor Nyirenda
Victor Nyirenda (Blantire, 23 de agosto de 1988) é um futebolista malauiano que atua como atacante.

## Carreira
Victor Nyirenda representou o elenco da Seleção Malauiana de Futebol no Campeonato Africano das Nações de 2010.